# John Garcia (chanteur)
Pour les articles homonymes, voir John Garcia et García.
John Garcia (né le 4 septembre 1970 à San Manuel, Arizona) est un chanteur américain, membre-fondateur de Kyuss, actuellement chanteur de Hermano. Sa voix très reconnaissable est représentative du style desert rock (également appelé stoner rock).

## Kyuss
C’est à Palm Desert, Californie, que John Garcia, Josh Homme et Brant Bjork, qui se connaissent depuis l'école, forment fin des années '80 le groupe Katzenjammer qu'ils renomment en 1989 Sons Of Kyuss d'après le nom de personnages du jeu de rôle Donjons et Dragons (Dungeons & Dragons en v.o.). Sous ce nom le groupe sort, sur support vinyl, son premier album Sons of Kyuss en 1990. Le groupe se rebaptise peu après Kyuss.
En octobre 1995 Kyuss se sépare après avoir enregistré, de 1991 à 1995, quatre albums studio.
Kyuss est considéré, avec Monster Magnet, comme un des groupes initiateurs du mouvement musical appelé Stoner rock.

## L'après Kyuss
En 1996, alors que Brant Bjork a déjà rejoint Fu Manchu et que Josh Homme est en train de mettre sur pied Queens of the Stone Age John Garcia fonde Slo Burn. Le groupe sort en 1997 un EP Amusing the amazing puis se sépare.
Ensuite, c'est Unida qui voit le jour. John Garcia enregistre deux albums avec cette formation : Coping with the urban coyote et For the Working Man/El Coyote. Malheureusement, à la suite de problèmes avec la maison de disques, le deuxième album ne sortira jamais et ne sera distribué qu'en quelques exemplaires gravés sur CD pendant la tournée du groupe. À la suite de cette déconvenue, Unida cessera de se produire sans que le groupe ne se sépare officiellement.
En 1998, alors qu'il joue toujours dans Unida, John Garcia rejoint le projet parallèle Hermano créé à l'initiative de Steve “Dandy” Brown, leader du groupe Orquesta Del Desierto. Hermano a quatre albums à son actif, trois en studio et un en public.
Le 20 décembre 2005, après 8 ans de séparation, John Garcia a rejoint Josh Homme sur scène pour le plus grand plaisir des fans lors d'un concert des Queens of the Stone Age au Wiltern Theatre de Los Angeles, Californie. Ils ont interprété ensemble trois titres incontournables de Kyuss : Thumb (de l'album Blues for the red sun), Hurricane (de l'album ...And the circus leaves town), et Supa Scoopa and Mighty Scoop (de l'album Welcome to Sky Valley).
En 2010 John Garcia donne une série de concerts de reprises de Kyuss avec Bruno Fevery, Jacques de Haard et Rob Snijders sous le nom Garcia Plays Kyuss qui passe au Roadburn Festival et au Hellfest. Sur cette date il retrouve sur scène Brant Bjork et Nick Oliveri. Quelques semaines plus tard ces trois anciens membres de Kyuss s'associent avec Fevery sous le nom de Kyuss Lives!. Ils sortent un album en 2013 après avoir changé leur nom en Vista Chino.

## Album solo
Son premier album solo, Garcia vs Garcia, aurait dû voir le jour en septembre 2008. Finalement, cet album est sorti en juillet 2014 sous le titre John Garcia.

## Discographie
- Sons of Kyuss - Sons of Kyuss (1990)
- Kyuss - Wretch (1991)
- Kyuss - Blues for the red sun (1992)
- Kyuss - Welcome to Sky Valley (1994)
- Kyuss - ...And the circus leaves town (1995)
- Kyuss/Queens of the Stone Age - Kyuss/Queens of the Stone Age (split-album) (1997)
- Slo Burn - Amusing the amazing EP (1997)
- Unida/Dozer - Unida/Dozer (split-album) (1999)
- Unida - Coping with the urban coyote (1999)
- Unida - For the Working Man/El Coyote (jamais sorti)
- Hermano - Only a Suggestion (2002)
- Hermano - Dare I Say... (2004)
- Hermano - Live at W2 (2005)
- Hermano - ...Into the Exam Room  (2007)
- Vista Chino - Peace (en) (Sortie le 30 août 2013)
- John Garcia - John Garcia (Sortie le 25 juillet 2014)
- John Garcia - The Coyote Who Spoke in Tongues (Sortie le 27 janvier 2017)
- John Garcia And The Band Of Gold - John Garcia And The Band Of Gold (Sortie le 4 janvier 2019)

### Détail des albums
(v) = voix ; (g) = guitare ; (bs) = basse ; (bt) = batterie

#### Kyuss
| Date de sortie    | Titre                                                                                             | Production               | Durée                           | Membres du groupe                                                       | Pistes |
| 1990              | Sons of Kyuss                                                                                     | Catherine Enny Ron Krown | 29 min 08 s                     | John Garcia (v) Josh Homme (g) Chris Cockrell (bs) Brant Bjork (bt)     | 1. Deadly Kiss 2. Window of Souls 3. King 4. Isolation Desolation 5. Love Has Passed Me By 6. Black Widow 7. Happy Birthday 8. Katzenjammer                                                                                                |
| 23 septembre 1991 | Wretch                                                                                            | Catherine Enny Ron Krown | 46 min 36 s                     | John Garcia (v) Josh Homme (g) Nick Oliveri (bs) Brant Bjork (bt)       | 1. (Beginning of What's About to Happen) Hwy 74 2. Love Has Passed Me By 3. Son of a Bitch 4. Black Widow 5. Katzenjammer 6. Deadly Kiss 7. The Law 8. Isolation 9. I'm Not 10. Big Bikes 11. Stage III                                    |
| 30 juin 1992      | Blues for the red sun                                                                             | Chris Goss               | 50 min 39 s                     | John Garcia (v) Josh Homme (g) Nick Oliveri (bs) Brant Bjork (bt)       | 1. Thumb 2. Green Machine 3. Molten Universe 4. 50 Million Year Trip (Downside Up) 5. Thong Song 6. Apothecaries Weight 7. Caterpillar March 8. Freedom Run 9. 800 10. Writhe 11. Capsized 12. Allen's Wrench 13. Mondo Generator 14. Yeah |
| 28 juin 1994      | Welcome to Sky Valley                                                                             | Chris Goss               | 51 min 53 s                     | John Garcia (v) Josh Homme (g) Scott Reeder (bs) Brant Bjork (bt)       | 1. Gardenia 2. Asteroid 3. Supa Scoopa and Mighty Scoop 4. 100° 5. Space Cadet 6. Demon Cleaner 7. Odyssey 8. Conan Troutman 9. N.O. 10. Whitewater 11. Day One...And the Circus Leaves Town                                               |
| 11 juillet 1995   | ...And the circus leaves town                                                                     | Chris Goss               | 72 min 00 s                     | John Garcia (v) Josh Homme (g) Scott Reeder (bs) Alfredo Hernández (bt) | 1. Hurricane 2. One Inch Man 3. Thee of Boozerony 4. Gloria Lewis 5. Phototropic 6. El Rodeo 7. Jumbo Blimp Jumbo 8. Tangy Zizzle 9. Size Queen 10. Catamaran 11. Spaceship Landing                                                        |
| 16 décembre 1997  | Kyuss/Queens of the Stone Age (split-album avec Queens of the Stone Age : 3 titres sont de Kyuss) | Chris Goss Josh Homme    | 33 min 51 s (pour tout l'album) | John Garcia (v) Josh Homme (g) Scott Reeder (bs) Alfredo Hernández (bt) | 1. Into the Void 2. Fatso Forgotso 3. Fatso Forgotso Phase II (Flip the Phase) |

#### Slo Burn
| Date de sortie | Titre               | Production  | Durée       | Membres du groupe                                                      | Pistes                                                                 |
| 1996           | Pas de titre (demo) | Autoproduit | 17 min 49 s | John Garcia (v) Chris Hale (g) Damon Garrison (bs) Brady Houghton (bt) | 1. Wheel Fall 2. Positiva 3. Cactus Jumper 4. Round Trip 5. Snake Hips |
| 15 avril 1997  | Amusing the amazing | Chris Goss  | 15 min 47 s | John Garcia (v) Chris Hale (g) Damon Garrison (bs) Brady Houghton (bt) | 1. The Prizefighter 2. Muezli 3. Pilot the Dune 4. July                |

#### Unida
| Date de sortie   | Titre                                                        | Production    | Durée       | Membres du groupe                                                      | Pistes                                                                                                |
| Avril 1999       | Unida/Dozer (split-album avec Dozer, 4 titres sont de Unida) | Chris Goss    | 19 min 59 s | John Garcia (v) Arthur Seay (g) Dave Dinsmore (bs) Miguel Cancino (bt) | 1. Flower Girl 2. Red 3. Delta Alba Plex 4. Wet Pussycat                                              |
| 16 novembre 1999 | Coping with the urban coyote                                 | Steve Feldman | 41 min 03 s | John Garcia (v) Arthur Seay (g) Dave Dinsmore (bs) Miguel Cancino (bt) | 1. Thorn 2. Black Woman 3. Plastic 4. Human Tornado 5. If Only Two 6. Nervous 7. Dwarf It 8. You Wish |

#### Hermano
| Date de sortie   | Titre                 | Production  | Durée       | Membres du groupe                                                                      | Pistes |
| 9 juillet 2002   | …Only a Suggestion    | Autoproduit | 28 min 01 s | John Garcia (v) David Angstrom (g) Mike Callahan (g) Dandy Brown (bs) Steve Earle (bt) | 1. The Bottle 2. Alone Jeffe 3. Manager's Special 4. Senor Moreno's Introduction 5. Senor Moreno's Plan 6. Landetta (Motherload) 7. 5 to 5 8. Nick's Yea                             |
| 24 janvier 2005  | Dare I say…           | Autoproduit | 43 min 53 s | John Garcia (v) David Angstrom (g) Dandy Brown (bs) Chris Leathers (bt)                | 1. Cowboys Suck 2. Life 3. Roll Over 4. Brother Bjork 5. Is This OK ? 6. Quite Fucked 7. Murder One 8. My Boy 9. Let's Get It On 10. On The Desert 11. Angry American                |
| 28 novembre 2005 | Live at W2 (live)     | Autoproduit |             | John Garcia (v) David Angstrom (g) Olly Smit (g) Dandy Brown (bs) Chris Leathers (bt)  | 1. Cowboys Suck 2. 5 to 5 3. Life 4. Alone Jeffe 5. Roll Over 6. Landetta (Motherload) 7. My Boy 8. Quite Fucked 9. TNT 10. The Bottle 11. Senor Moreno's Plan 12. Manager's Special |
| 22 octobre 2007  | ...Into the Exam Room |             |             |                                                                                        | |

#### Vista Chino
| Date de sortie | Titre | Production     | Durée       | Membres du groupe                                                | Pistes |
| 30 août 2013   | Peace | Napalm Records | 55 min 18 s | John Garcia (v) Bruno Fevery (g) Mike Dean (bs) Brant Bjork (bt) | 1. Good Morning Wasteland 2. Dargona Dragona 3. Sweet Remain 4. As You Wish 5. Planets 1&2 6. Adara 7. Mas Vino 8. Dark and Lovely 9. Barcelonian 10. Acidize… The Gambling Moose 11. Carnation (Bonus Track) 12. Sunlight At Midnight (Bonus Track) |

## Participations
- Album hommage Metallic Assault: A Tribute to Metallica (2001). 1 titre :  The Thing That Should Not Be (avec le batteur Jason Bonham, le bassiste Jeff Pilson (Dokken), et le guitariste Kurdt Vanderhoof (Metal Church))
- Album Coup de grace d'Orange Goblin (2002). 2 titres : Made of rats et Jesus beater.
- Album Bugs on the Bluefish de Gallery Of Mites (2003). 1 titre : 100 Days.
- Album Legion of Boom de The Crystal Method (2003). 1 titre : Born Too Slow.
- Album Sleep Is the Enemy de Danko Jones (2006). 1 titre : Invisible.
- Album Undercover (EP) de Monkey3 (2009). 1 titre : Watchin' You (reprise du groupe Kiss)
- Album Appalachian Incantation de Karma to Burn (2010). 1 titre : Two Times (Disc2 Cat Got Our Tongue).